# Dálnice 10
Die Dálnice 10 (tschechisch für „Autobahn 10“) ist eine Autobahn in Tschechien stellt und die Verbindung von Prag über Mladá Boleslav nach Turnov in den Nordosten dar. Über sie verläuft die Europastraße 65. Bis zum 31. Dezember 2015 war sie als Schnellstraße klassifiziert und trug die Bezeichnung Rychlostní silnice 10 (R10).
Die D10 beginnt am Autobahnring von Prag. Von Turnov gelangt man über die Staatsstraße Silnice I/35 (bis 2015 Schnellstraße Rychlostní silnice 35) und Liberec nach Zittau zur Bundesstraße 178.

## Geschichte

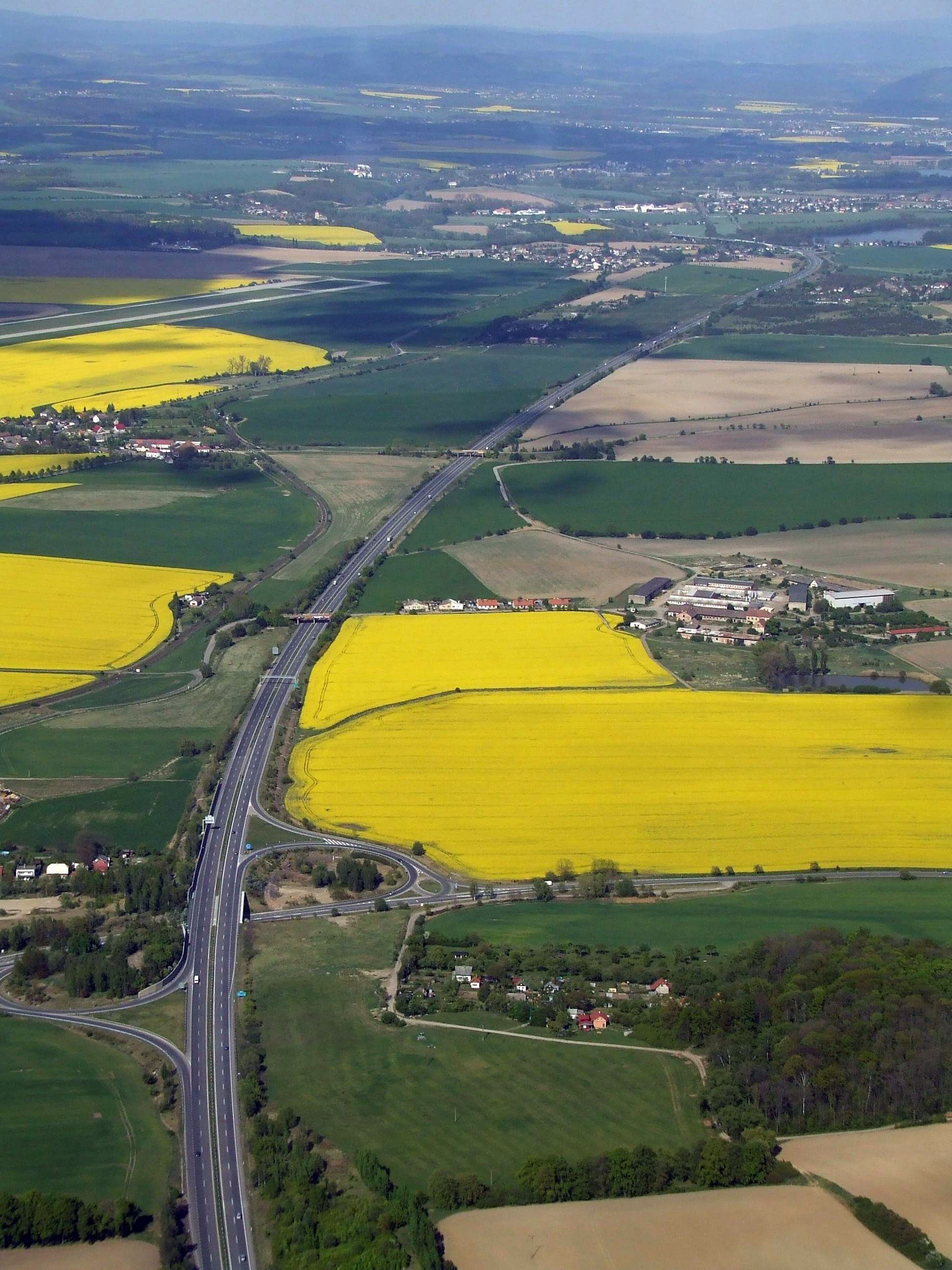
Dálnice 10 – bei Mnichovo Hradiště in Richtung Turnov

Im Jahr 1963 wurde der Bau einer vierstreifigen Straße von Prag über Mlada Boleslav nach Turnov genehmigt. Als erstes wurde ab 1967 die Umfahrung von Mlada Boleslav gebaut, die bis auf einen kurzen Abschnitt mit noch nicht fertiggestellter zweiter Fahrbahn 1974 unter Verkehr genommen wurde. 1981 wurde der letzte Abschnitt zwischen Prag und Mlada Boleslav fertiggestellt. Der letzte Teil der D10 an der Grenze der Regionen Mittelböhmen und Liberec wurde 1992 in Betrieb genommen. Gleichzeitig wurde beschlossen, die D10 von Turnov aus nicht mehr zu verlängern, sodass sie dort mit der Einmündung der Staatsstraße I/35 endet. Sie ist somit seither auf ihrer gesamten Länge in Betrieb. Die Autobahn D10 bildet zusammen mit der vierstreifigen Straße I/35 eine leistungsfähige Verbindung zwischen Prag und Liberec, der drittgrößten Stadt des Landes.
Im Zeitraum Juli 1999 bis September 2001 wurden rund zwei Drittel der Strecke der D10 einer vollständigen Rekonstruktion unterzogen. Es handelte sich um einen Abschnitt zwischen den Kilometern 14 und 66, die Kosten für diese beliefen sich auf 1,4 Milliarden Tschechische Kronen, zum damaligen Zeitpunkt rund 39,4 Millionen Euro. In den folgenden Jahren wurden die verbliebenen Abschnitte vor Turnov und bei Prag schrittweise rekonstruiert. Im Zeitraum 2002 bis 2003 wurde die Autobahn zwischen Kilometer 66 und 72 saniert. Der letzte Abschnitt zwischen Kilometer 0 und 14 wurde im Zeitraum 2006 in 2007 rekonstruiert.
Im Zusammenhang mit dem Bau des inneren Schnellstraßenringes (Vysočanská radial) in Prag, der 2011 eröffnet wurde, ist die D10 über ihre Verlängerung als Staatsstraße 10M mit der Prager Ringstraße mit einer neuen Verkehrsführung entlang des Militärflugplatz Prag-Kbely verbunden worden.

## Bauabschnitte
Der Bau der heutigen D10 erfolgte in 16 Bauabschnitten, beginnend 1967 mit der Umfahrung von Mladá Boleslav (Bezděčín – Chudoplesy) und endend 1992 mit der Eröffnung des Abschnittes Březina – Svijany.
| Abschnitt                                        | Länge     | Status        | Baubeginn | Fertigstellung | Querschnitt | Entwurfs- geschwindigkeit | Sonstiges |
| ------------------------------------------------ | --------- | ------------- | --------- | -------------- | ----------- | ------------------------- | --- |
| Praha-Satalice – Stadtgrenze                     | 3,721 km  | unter Verkehr | 1978      | 1981           | R26,5       | 100                       | |
| Stadtgrenze – Brandýs nad Labem                  | 6,057 km  | unter Verkehr | 1976      | 1981           | R26,5       | 100                       | |
| Brandýs nad Labem – Stará Boleslav               | 4,856 km  | unter Verkehr | 1975      | 1981           | S24,5       | 100                       | |
| Stará Boleslav – Tuřice                          | 6,020 km  | unter Verkehr | 1970      | 1972           | S24,5       | 100                       | |
| Tuřice – Předměřice nad Jizerou                  | 3,419 km  | unter Verkehr | 1974      | 1977           | S24,5       | 100                       | |
| Předměřice nad Jizerou – Benátky nad Jizerou     | 3,100 km  | unter Verkehr | 1975      | 1977           | S24,5       | 100                       | |
| Benátky nad Jizerou – Kbel                       | 2,045 km  | unter Verkehr | 1976      | 1979           | S24,5       | 100                       | |
| Kbel – Brodce                                    | 3,300 km  | unter Verkehr | 1977      | 1979           | S24,5       | 100                       | |
| Brodce – Písková Lhota                           | 3,100 km  | unter Verkehr | 1978      | 1980           | S24,5       | 100                       | |
| Písková Lhota – Bezděčín                         | 4,505 km  | unter Verkehr | 1978      | 1980           | S24,5       | 100                       | |
| Bezděčín – Chudoplesy (Umfahrung Mladá Boleslav) | 8,626 km  | unter Verkehr | 1967      | 1974           | S24,5       | 100                       | Ein 3,9 km langer Abschnitt einer zweiten Fahrbahn wurde erst 1974 begonnen und 1975 eröffnet |
| Chudoplesy – Březina                             | 13,999 km | unter Verkehr | 1978      | 1985           | S24,5       | 100                       | Chudoplesy – Bakov nad Jizerou (3,7 km): Baubeginn 1978 und Eröffnung 1981 Bakov nad Jizerou – Mnichovo Hradiště (4,6 km): Baubeginn 1980 und Eröffnung 1983 Mnichovo Hradiště – Březina (6,0 km): Baubeginn 1978 und Eröffnung 1985 |
| Březina – Svijany                                | 3,848 km  | unter Verkehr | 1985      | 1992           | R24,5       | 100                       | |
| Svijany – Příšovice                              | 2,100 km  | unter Verkehr | 1983      | 1986           | S24,5       | 100                       | |
| Příšovice – Ohrazenice                           | 1,676 km  | unter Verkehr | 1980      | 1985           | S24,5       | 100                       | |
| Dreieck Ohrazenice                               | 1,193 km  | unter Verkehr | 1980      | 1982           | S24,5       | 100                       | |
| Dreieck Ohrazenice – Turnov                      | 0,900 km  | unter Verkehr |           | 2000           | S24,5       | 100                       | Der Abschnitt ist als Kraftfahrstraße gewidmet |